# Перт
Перт (англ. Perth) — місто, столиця штату Західна Австралія. Населення: 1,477 млн осіб (2005). Перт — четверте за населенням місто Австралії після Сіднея, Мельбурна і Брисбена. У Перті мешкає майже 75 % населення всього штату Західної Австралії.
Станом на 2012 рік Перт займав 9-е місце серед найзручніших для життя міст світу, згідно з оцінкою журналу The Economist.

## Історія
Першими європейцями, які прибули на Західне узбережжя Австралії 1696 року, були голландці на чолі з капітаном Флемінгом. Вони висадилися в гирлі річки, де жили чорні лебеді, на вшанування яких вона була названа Свон (Swan River). Проте поселення було побудоване лише 133 роки згодом англійцями. Неймовірна віддаленість західного узбережжя Австралії від перших поселень на сході викликала в англійців побоювання, що за бажання на цих безлюдних територіях легко можуть заснувати поселення французи чи голландці. Тому в травні 1829 року капітан Чарлз Фріментл, висадившись у гирлі річки Свон, проголосив усю навколишню територію материка, не включаючи Новий Південний Уельс, власністю Великої Британії. У червні того року кораблі капітана Джеймса Стерлінга привезли перших переселенців і заснували поселення, котре виросло згодом у місто. Утім, спочатку колоністи їхали сюди неохоче — занадто віддалена від усього світу була ця колонія. І тільки через 20 років загроза зникнення через брак людей перестала висіти над новою колонією.

### Передісторія
Перед європейським поселенням область була населена людьми Веджук протягом понад 40 000 років, цьому служить доказом археологічні пошуки на Верхній Річці Свон. Ці аборигени зайняли південно-західний кут Західної Австралії, займаючись мисливством.
Область, де зараз стоїть Перт, аборигенами, що жили там під час їх першого контакту з європейцями в 1827, була названа Бурлу.

## Ізоляція
Перт — одне з найізольованіших великих міст у світі. Найближче місто з населенням більше 100 000 осіб — Аделаїда, знаходиться на відстані 2130 км. Тільки Гонолулу (населення 374 660 осіб) є більш ізольованим, тому що знаходиться на відстані 3 841 км від Сан-Франциско.
Перт географічно ближче до Ділі в Східному Тиморі (2 785 км) і Джакарти в Індонезії (3 002 км), ніж до Сіднею (3,291 км), Брисбена (3 604 км) або Канберри (3 106 км).

## Транспорт
У місті існує схожа на метрополітен система приміських залізничних ліній, що має невелику підземну ділянку.

## Клімат
Літо в основному жарке й сухе, триває з грудня по березень. Лютий — це найжаркіший місяць. У свою чергу зима — досить волога і прохолодна. Така погода робить Перт класичним прикладом середземноморського клімату. Літо позбавлене дощів, з випадковими короткими грозами. Найвища температура в 46,2° С була зареєстрована 23 лютого 1991 року. Часто влітку в другій половині дня з південного заходу дме морський бриз, також відомий як «Фрімантлський доктор», замінюючи собою гарячі північно-східні вітри. У такі дні температура падає нижче 30 градусів через кілька годин після зміни вітру. Перт — дуже сонячне місто для середземноморського клімату, 2800 — 3000 годин на рік тут світить сонце.
Зими — відносно прохолодні і вологі. Найбільша кількість опадів випадає між травнем і вереснем. Найнижча температура в -0,7° С була зареєстрована 17 червня 2006 року.
Хоча більша частина дощів випадає взимку, рекорд був зареєстрований 9 лютого 1992 року, коли випало 120,6 мм опадів. Структура дощів в Перті і південної частини Західної Австралії сильно змінилася в середині 1970-х років. Відбулося значне зменшення зимових опадів і збільшення кількості гроз в літні місяці.
| Клімат Перта               | Клімат Перта | Клімат Перта | Клімат Перта | Клімат Перта | Клімат Перта | Клімат Перта | Клімат Перта | Клімат Перта | Клімат Перта | Клімат Перта | Клімат Перта | Клімат Перта | Клімат Перта |
| Показник                   | Січ.         | Лют.         | Бер.         | Квіт.        | Трав.        | Черв.        | Лип.         | Серп.        | Вер.         | Жовт.        | Лист.        | Груд.        | Рік          |
| Абсолютний максимум, °C    | 45,8         | 46,2         | 42,4         | 37,6         | 34,3         | 28,1         | 26,3         | 27,8         | 32,7         | 37,3         | 40,3         | 44,2         | 46,2         |
| Середній максимум, °C      | 30,5         | 31,3         | 29,5         | 25,5         | 22,4         | 19,3         | 18,4         | 18,8         | 20,1         | 22,8         | 26,2         | 28,7         | 24,5         |
| Середня температура, °C    | 24,2         | 24,7         | 23,0         | 19,5         | 16,6         | 13,9         | 13,1         | 13,4         | 14,8         | 17,0         | 20,2         | 22,4         | 18,6         |
| Середній мінімум, °C       | 17,8         | 18,0         | 16,4         | 13,5         | 10,7         | 8,5          | 7,8          | 8,0          | 9,5          | 11,2         | 14,1         | 16,1         | 12,6         |
| Абсолютний мінімум, °C     | 8,9          | 8,7          | 6,3          | 4,1          | 1,3          | −0,7         | 0,0          | 1,3          | 1,0          | 2,2          | 5,0          | 7,9          | −0,7         |
| Температура води, °C       | 23           | 23           | 22           | 22           | 20           | 20           | 19           | 19           | 19           | 19           | 21           | 21           | 21           |
| -------------------------- | ------------ | ------------ | ------------ | ------------ | ------------ | ------------ | ------------ | ------------ | ------------ | ------------ | ------------ | ------------ | ------------ |
| Джерело: Бюро метеорології |              |              |              |              |              |              |              |              |              |              |              |              |              |

## Населення
Перт — четверте за чисельністю населення місто Австралії, яке обігнало Аделаїду за населенням 1984 року. 2016 року в столиці проживало 1 943 858 жителів (50,4 % — чоловіки, 49,6 % — жінки).
| Населення за країною народження | Населення за країною народження |
| Країна народження               | Населення (2006)                |
| ------------------------------- | ------------------------------- |
| Велика Британія                 | 168,483                         |
| Нова Зеландія                   | 33,751                          |
| Малайзія                        | 28,939                          |
| Італія                          | 18,701                          |
| ПАР                             | 18,683                          |
| Індія                           | 14,007                          |
| Сінгапур                        | 11,199                          |
| В'єтнам                         | 10,081                          |
| Ірландія                        | 7,706                           |
| Китай                           | 7,681                           |
| Німеччина                       | 7,617                           |
| Нідерланди                      | 7,570                           |
| Індонезія                       | 7,392                           |
| США                             | 5,524                           |

Населення міста переважно європейського походження. Місто заснували британські та ірландські поселенці. І донині серед жителів Перта, які народилися за кордоном, переважають вихідці з Великої Британії.
Етнічний склад Перта змінився в другій половині 20-го століття, коли в місто прибуло дуже багато іммігрантів з континентальної Європи. Оскільки Фрімантл був першим портом в Австралії, куди заходили кораблі з Європи в 1950-х і 1960-х роках, у Перті і Фрімантлі з'явилося багато італійців, греків, голландців, німців, хорватів і португальців. Особливо сильною була імміграція з Італії, внаслідок чого відкрилося безліч італійських ресторанів і магазинів. У Перті також є невелика єврейська громада, яка налічувала 5 082 осіб 2006 року, громада складається переважно з емігрантів зі Східної Європи та Південної Африки.
Ще одна недавня хвиля іммігрантів включає білі меншини з Південної Африки. Південноафриканські жителі наздогнали за чисельністю народжених в Італії 2001 року. До 2006 року в Перті проживало 18 825 південноафриканців, або 1,3 % населення міста. Багато африканерів і англо-африканців емігрували в Перт у 1980-х і 1990-х роках, причому фраза «упаковка для Перта» стала асоціюватися з південноафриканцями, які вирішили емігрувати за кордон, іноді незалежно від місця призначення. У результаті місто було назване «австралійської столицею південноафриканців у вигнанні». Причиною того, що Перт став настільки популярний серед білих південноафриканців, називають великі площі вільної землі і трохи тепліший клімат у порівнянні з іншими великими австралійськими містами, середземноморський клімат Перта нагадує клімат Кейптауна.
З кінця 1970-х років посилилася імміграція з В'єтнаму, Малайзії, Індонезії, Таїланду, Сінгапуру, Гонконгу, материкового Китаю і Індії. У Перті 2006 року налічувалося 53 390 осіб китайського походження — 2,9 % населення міста.
Індійська громада включає значну кількість парсів, які емігрували з Мумбаї (Бомбея). Число осіб, що народилися в Індії, склало 14 094 або 0,8 % згідно з переписом 2006 року. У Перті також знаходиться велика англо-бірманська громада і Перт є культурним центром для англо-бірманців усього світу.

## Релігія
Протестанти складають більше 22 % населення, у тому числі англікани 18,5 %. Перт є резиденцією Англіканської єпархії Перта і Римо-католицької архідієцезії Перта. Католики становлять близько 24,5 % населення. Перт також є домом для 12 000 прихильників Церкви Ісуса Христа Святих останніх днів. Перт також є резиденцією Ординаріату Пресвятої Діви Марії Південного Хреста для колишніх англікан, що перейшли в католицтво.
Існує Українська Автокефальна Православна Церква в Діаспорі, Парафія св. Миколая Чудотворця.
Буддизм та іслам сповідують понад 20 000 прихильників. Перт має третю за величиною єврейську громаду в Австралії, яка має ортодоксальні і реформістські синагоги і єврейську денну школу. Спільнота бахаїв налічує близько 1 500 осіб. Кількість прихильників індуїзму зростає найшвидше в Австралії, станом на 2011 рік індуїзм має більше 20 000 прихильників.
Приблизно одна з чотирьох осіб заявляє, що не сповідує жодної релігії, сто років тому цей показник був один з 250. Це не є ізольованим явищем, оскільки інші країни, у тому числізокрема Нова Зеландія і Велика Британія, повідомляють про аналогічні явища.

## Парки

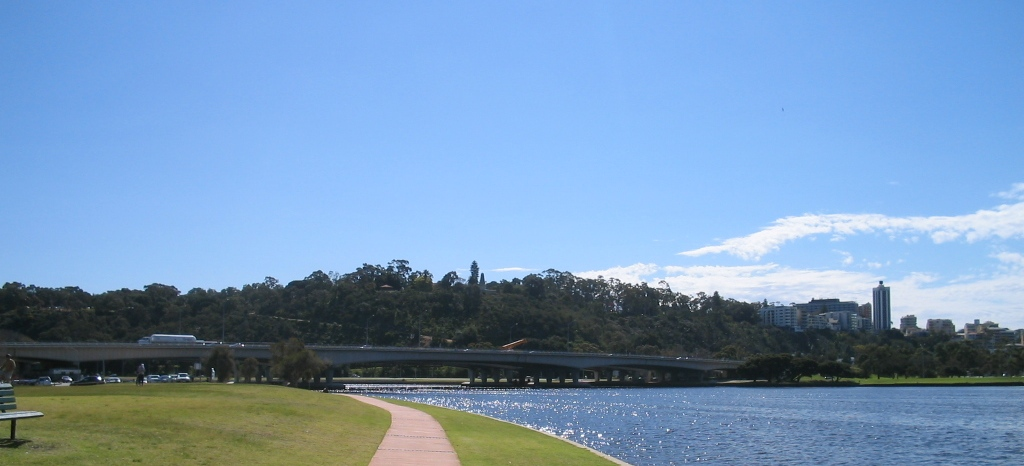
Вид на Королівський парк

Окрасою Перта є Королівський парк площею 400 га, більша частина якого є ділянкою природного лісу. На території парку також знаходиться ботанічний сад площею 10 га. На східній околиці міста розташований Коуні Коала Парк — заповідник-зоопарк, який приймає туристичні та шкільні групи і дає можливість туристам фотографуватися з коалами і тримати їх на руках.

## Музеї
- Музей Західної Австралії
- Художня галерея Західної Австралії

## Галерея

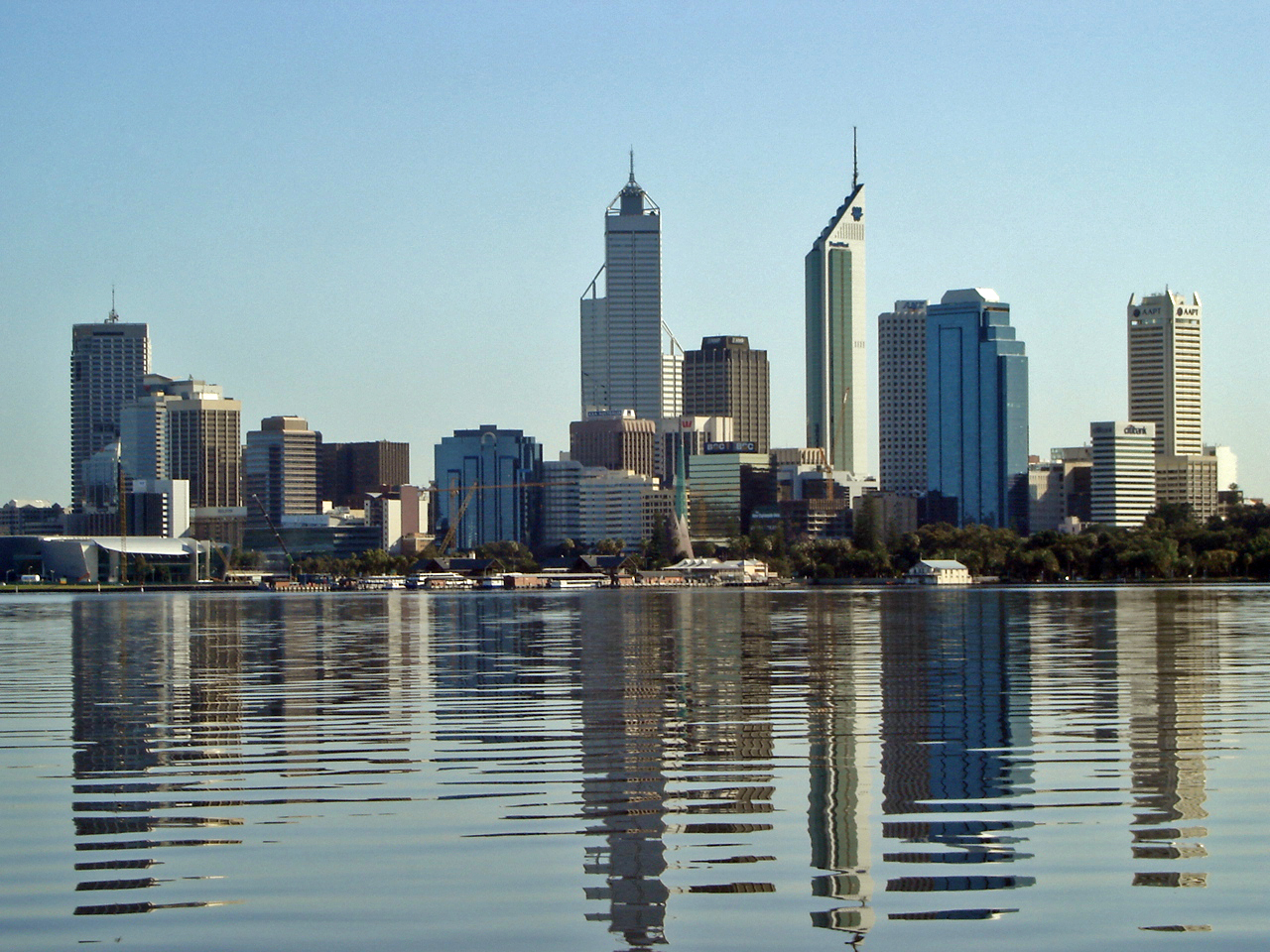
Діловий центр Перта
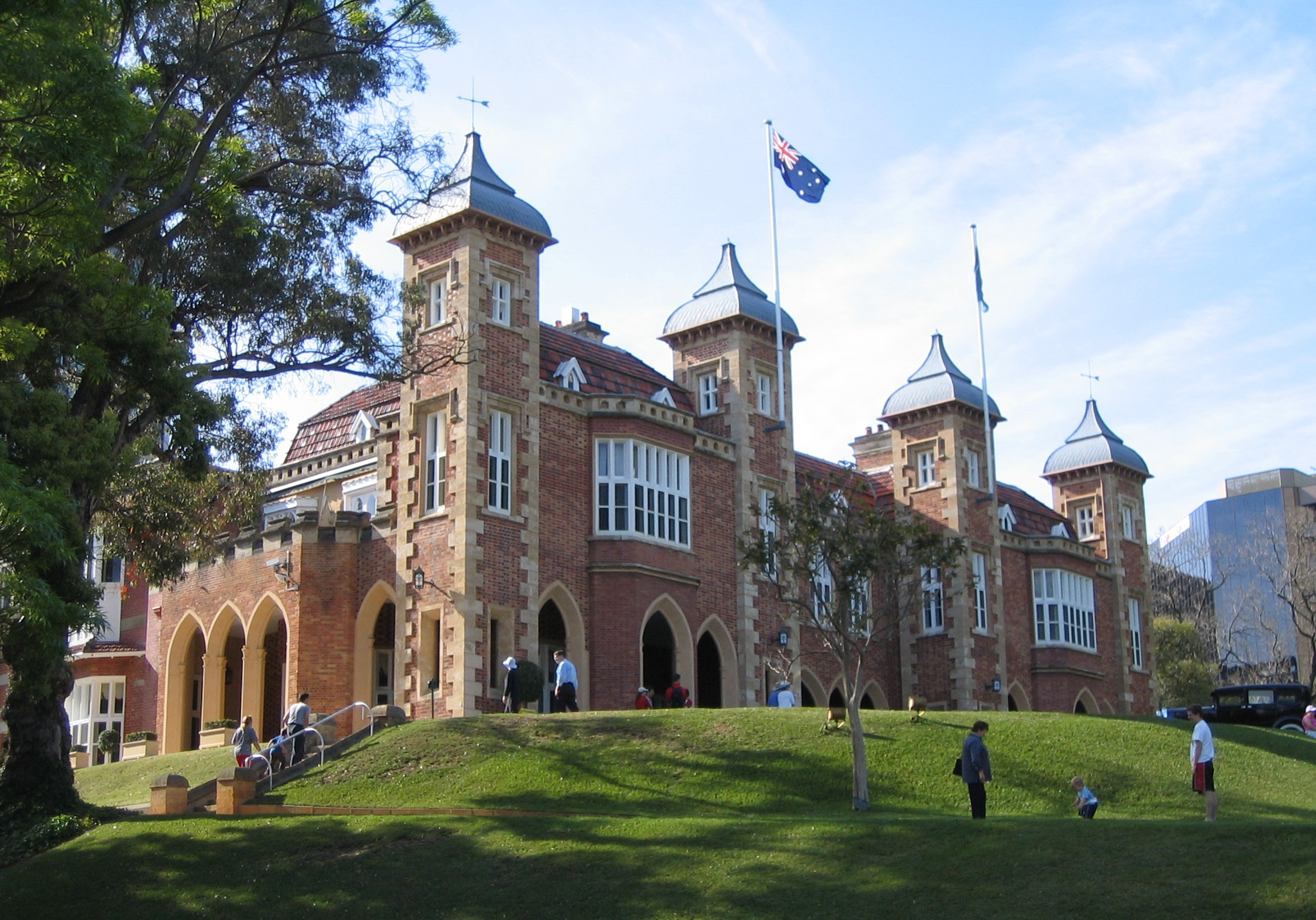
Будинок уряду Західної Австралії.
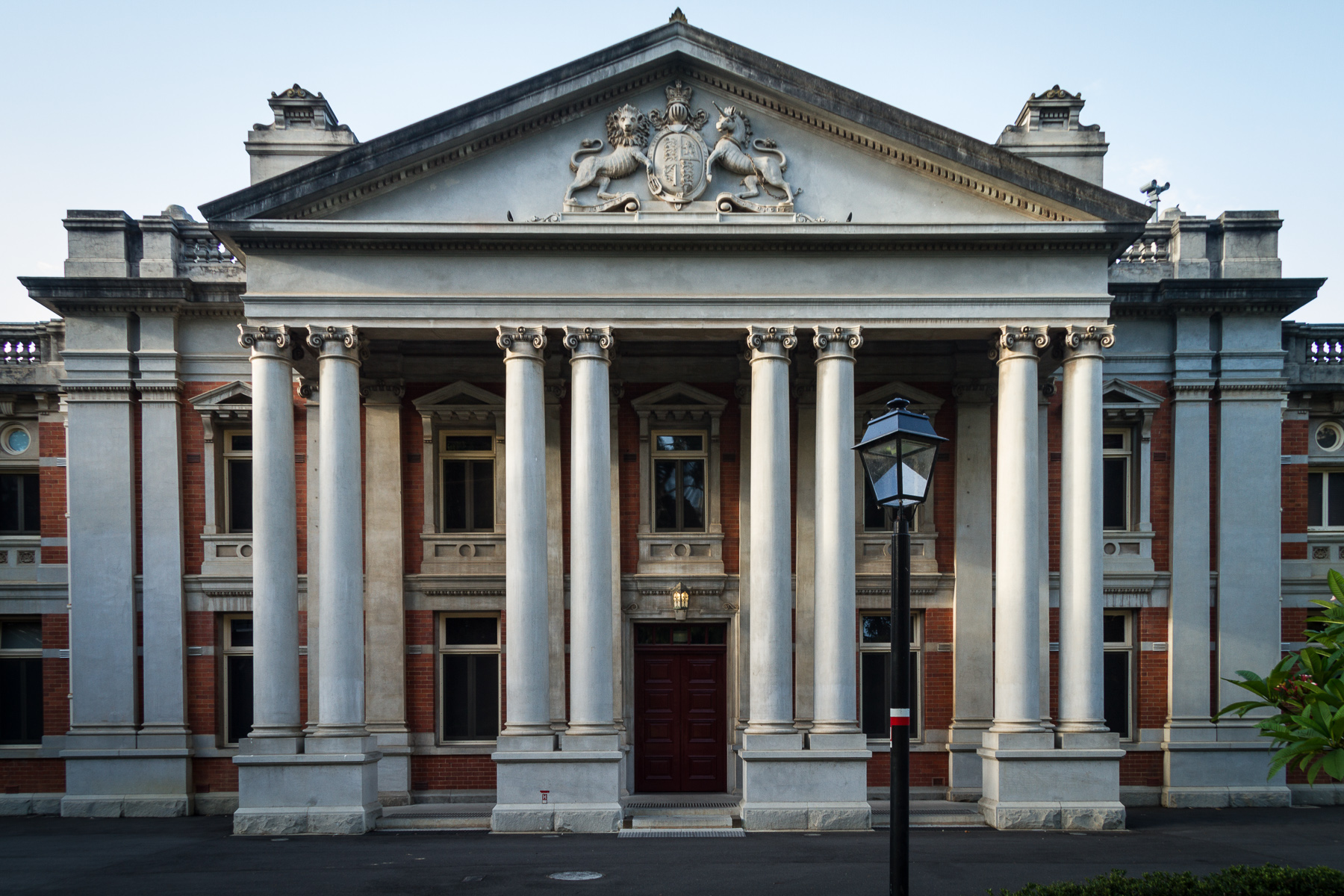
Верховний суд Західної Австралії
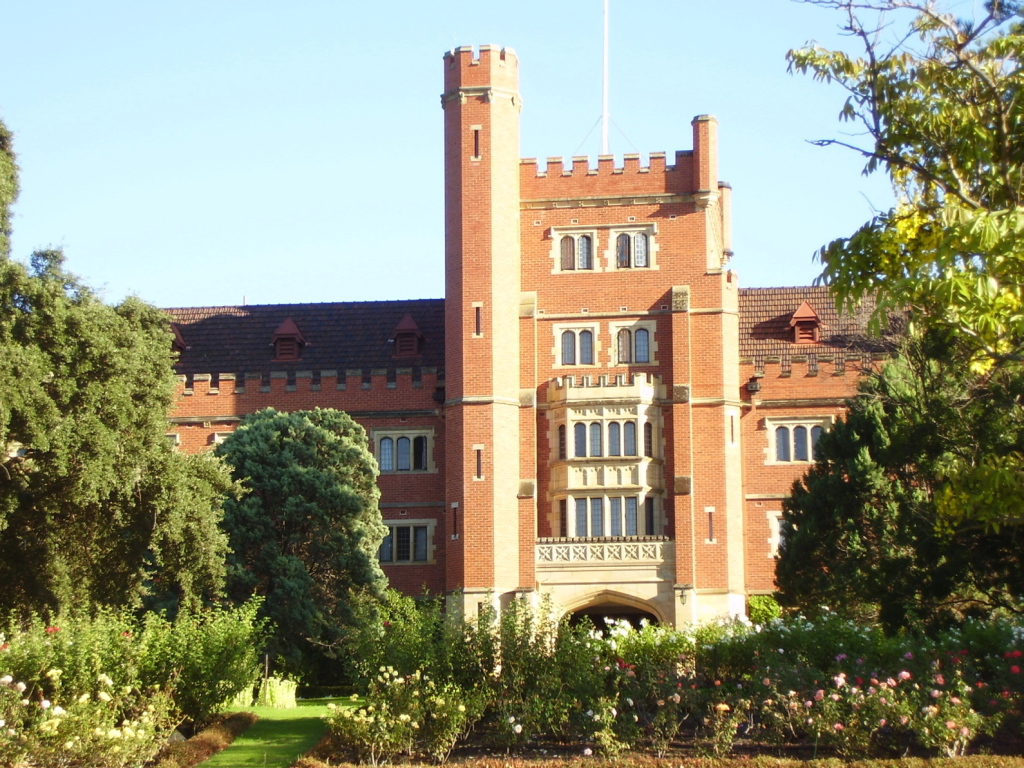
Коледж Святого Георга Університету Західної Австралії
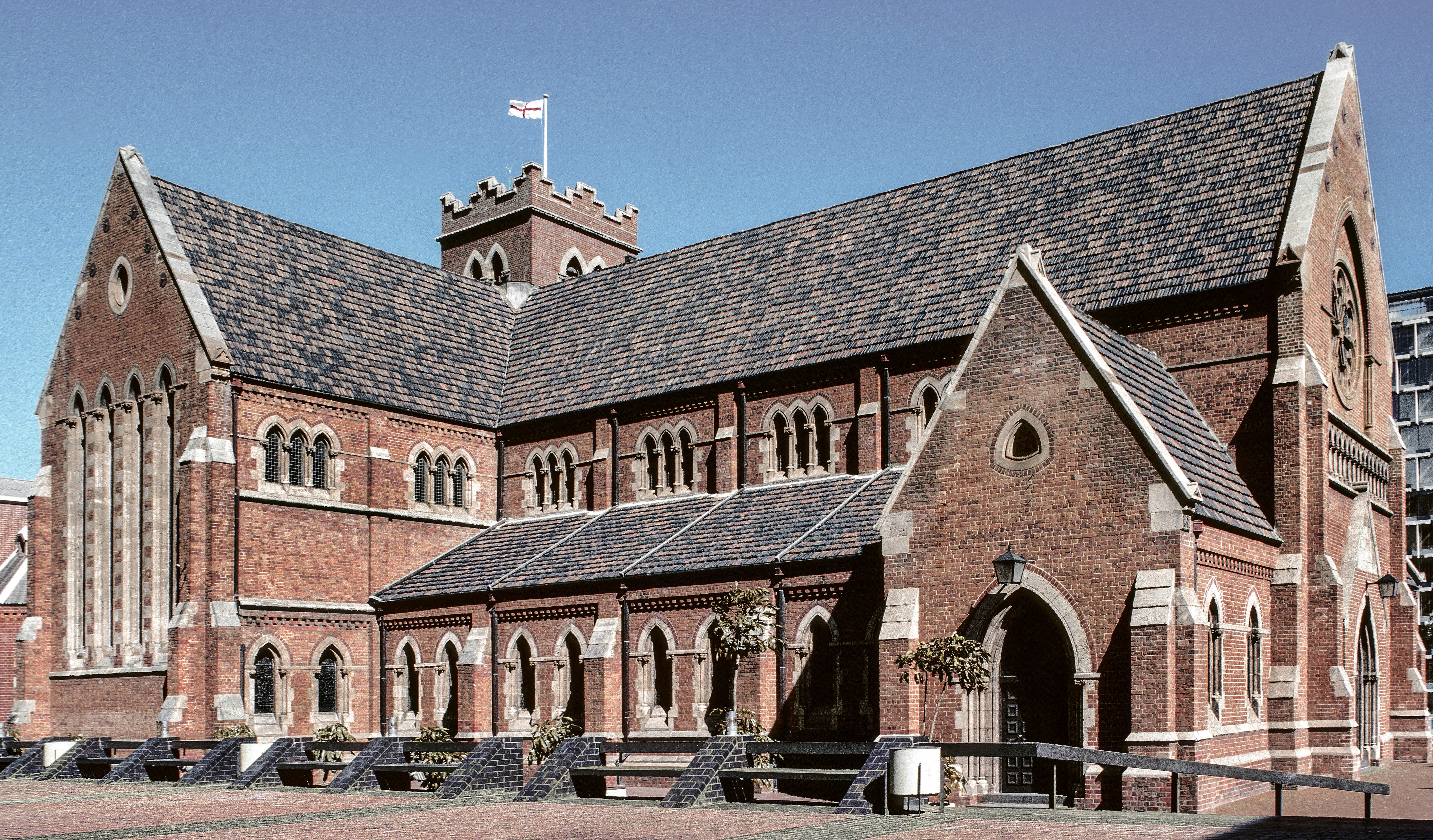
Собор Святого Георга
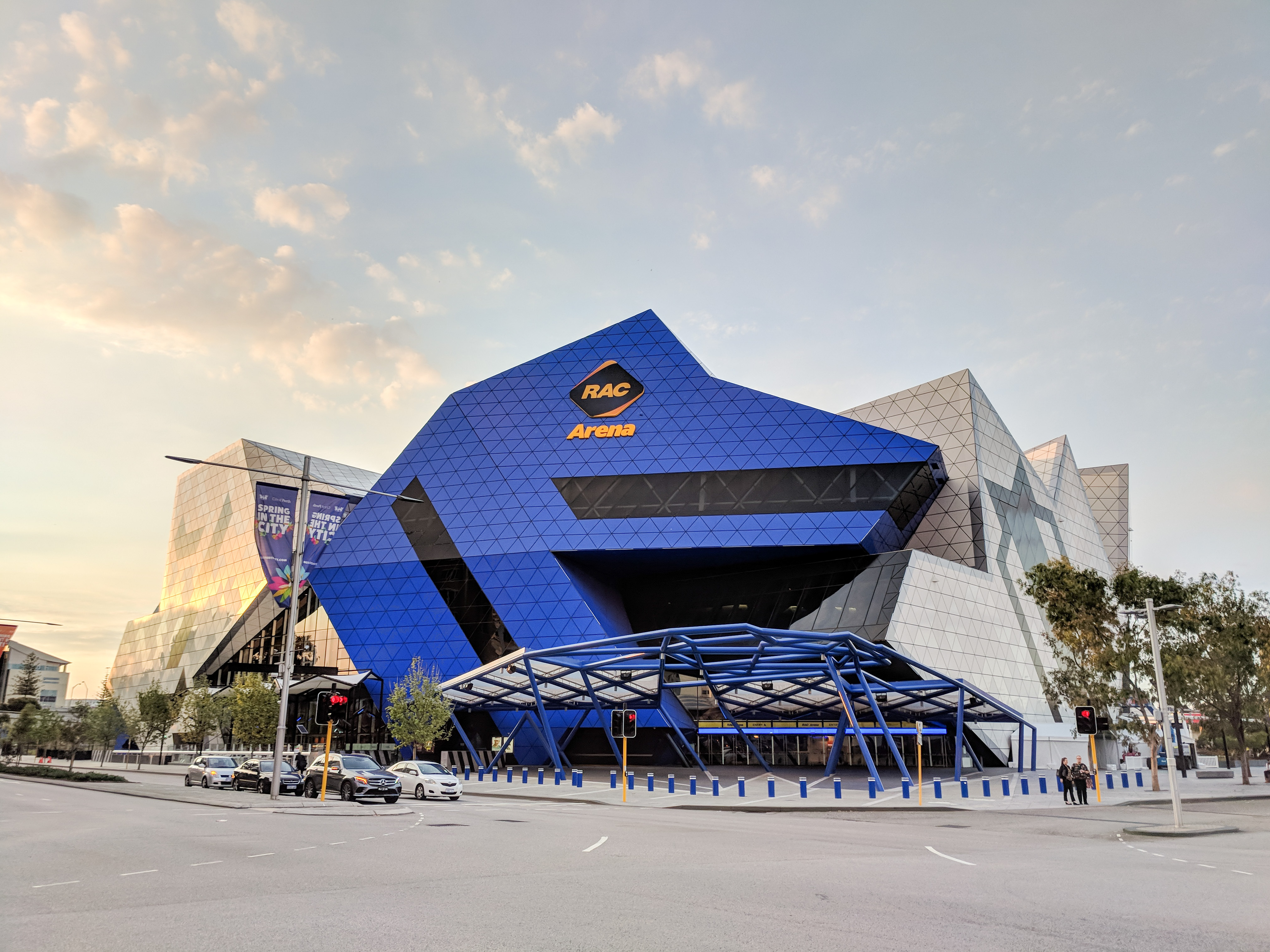
Спортивно-концертний комплекс «Perth Arena»
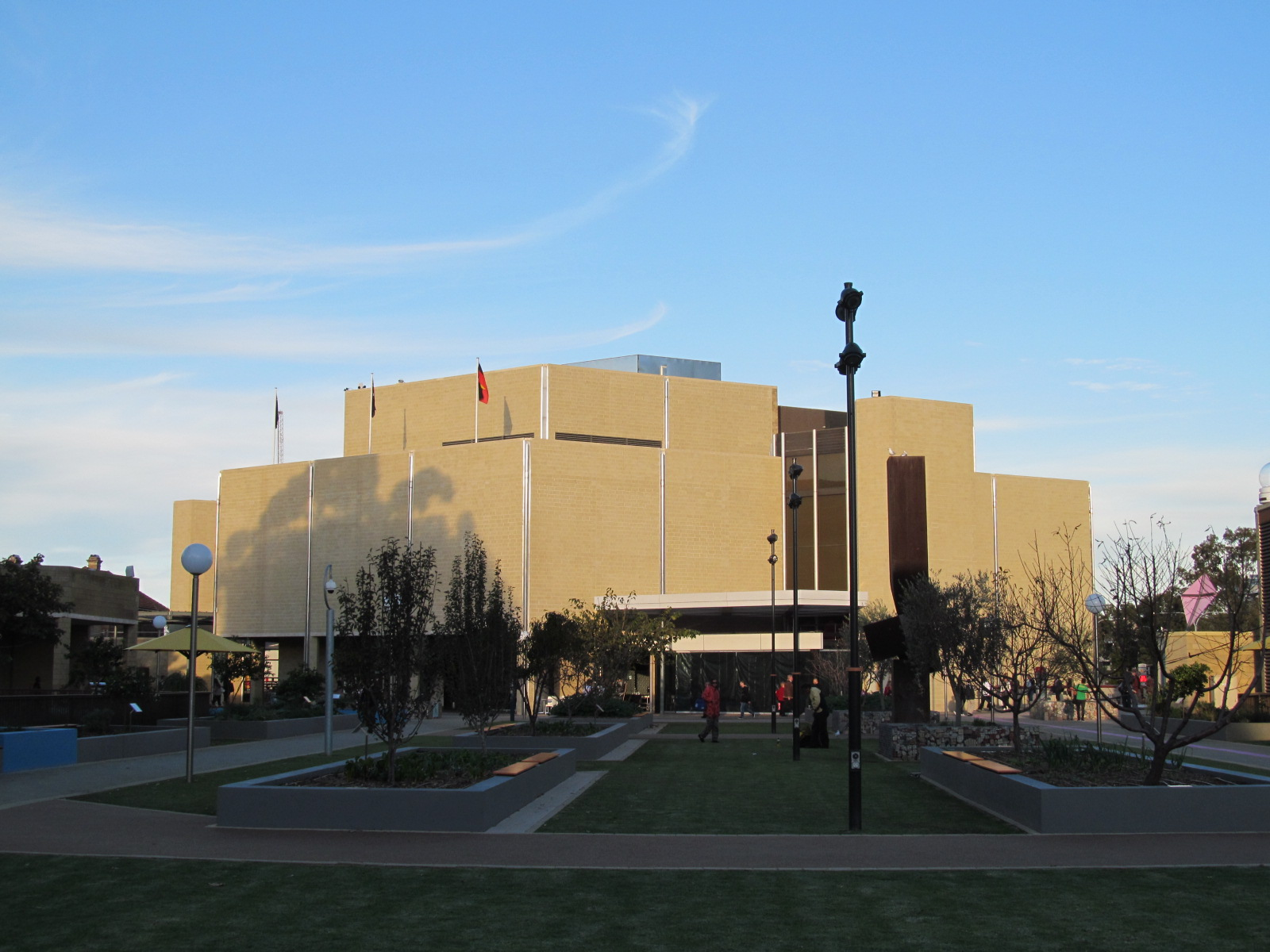
Художня галерея Західної Австралії
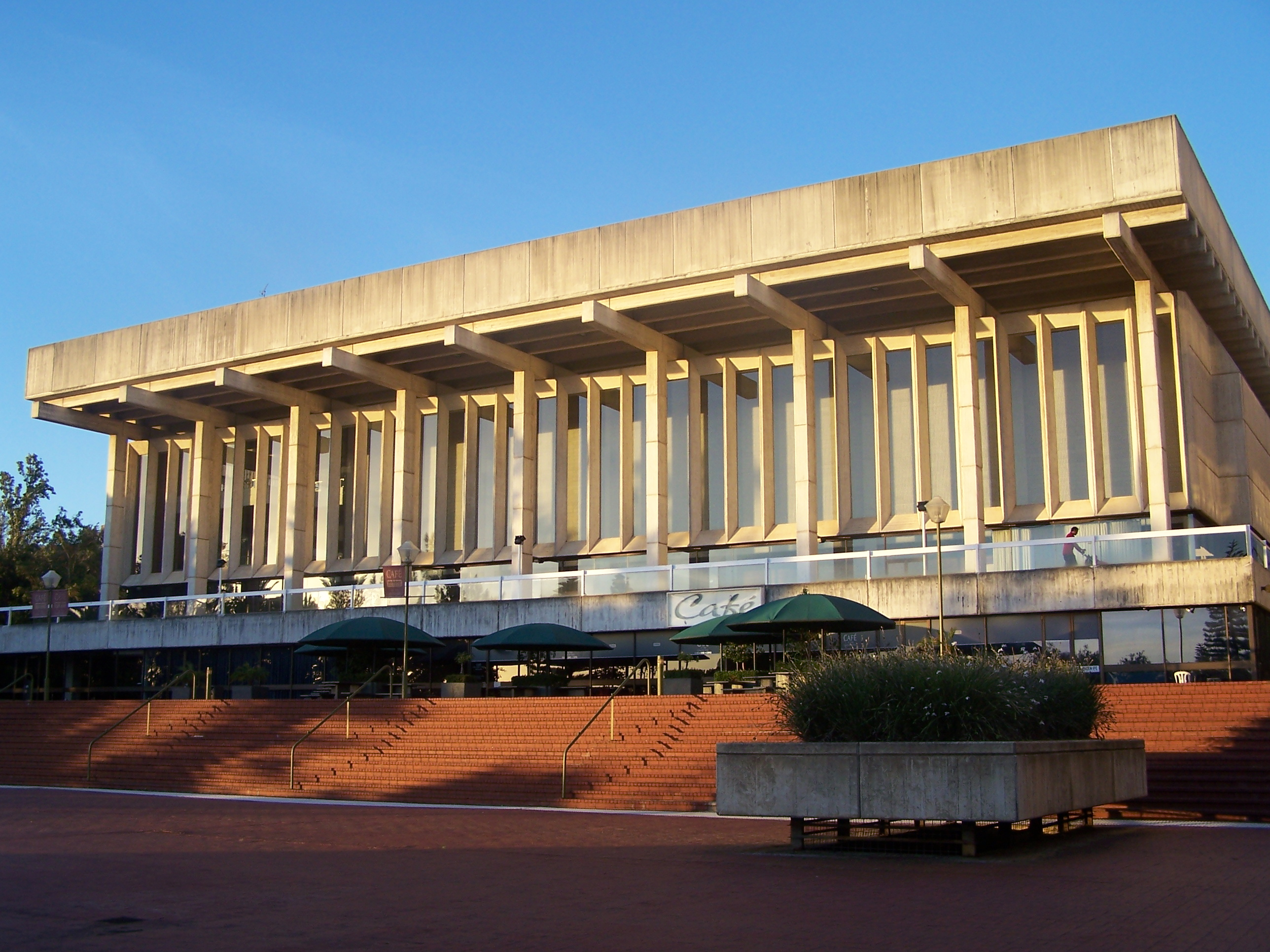
Концерт-холл
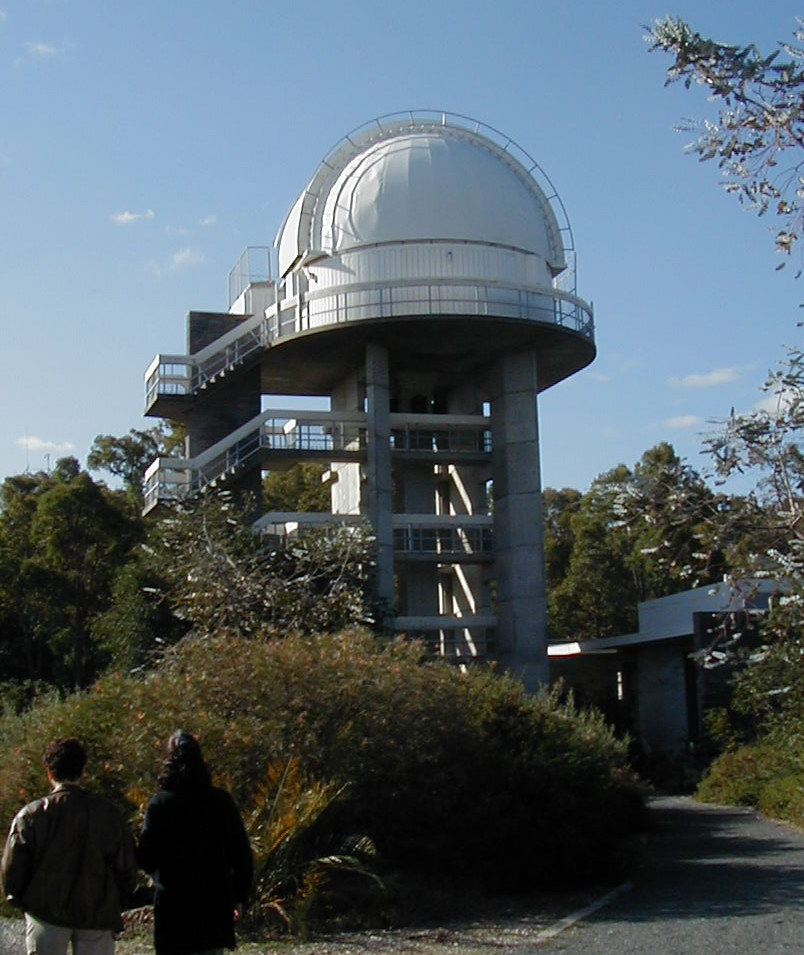
Пертська обсерваторія

## Відомі уродженці
- Том Хангерфорд (1915—2011) — письменник.
- Джемма Вард (* 1987) — австралійська супермодель і акторка.
- Тандо Велафі (* 1987) — австралійський футболіст, воротар.
- Меліса Джордж (1976) — акторка і модель.
- Пітер Кауен (1914—2002) — письменник-новеліст.
- Гіт Леджер (1979—2008) — актор.
- Саллі Морган (1951) — письменниця, драматург і художник.
- Джина Райнхарт (* 1954) — австралійська гірнича магнатка.
- Данієль Ріккардо (1989) — автогонщик.
- Джуді Девіс (* 1955) — австралійська акторка.